# بونتوس بالمجرين
بونتوس بالمجرين Pontus Palmgren (27 أبريل 1907 - 26 نوفمبر 1993) كان عالم طيور وعناكب فنلندي وأستاذ علم الحيوان في جامعة هلسنكي. كان رائدًا في علم الأخلاق والبيئة الكمية في فنلندا.

## حياته وعمله
ولد بالجرين في هلسنكي حيث كان والده ألفار بالمجرين أستاذا في علم النبات. أصبح مهتمًا في سن مبكرة بالتاريخ الطبيعي وتأثر بنهج والده في الفحص الإحصائي للجغرافيا النباتية. تعلم فن الرسم التوضيحي ودرس علم الأحياء في الجامعة. درس الرسم على يد إيرو يارنفيلت. كانت رسالته عام 1930 حول توزيعات الطيور وموائلها. ثم عمل كاتبًا في متحف الحيوان منذ عام 1930 وأصبح أستاذًا لعلم الحيوان في عام 1940.
من بين دراساته للطيور كانت اختبارات zugunruhe [الإنجليزية] والإيقاعات النهارية.  ترأس محطة علم الحيوان في تفارمين منذ عام 1952. عمل كمحرر لمجلة أورنيس فينيكا من 1931 إلى 1948. كتابه المدرسي (علم نفس الحيوان) Eläinpsychologia الذي نُشر عام 1954، قدم دراسة سلوك الحيوان. كما نشر أيضًا عملاً فنيًا عن العناكب في ثمانية أجزاء من عام 1939 إلى عام 1977.    

## روابط خارجية
- المنشورات والابحاث عبر موقع جامعة هلسنكي